# Schiedlberg
Schiedlberg es una localidad del distrito de Steyr, en el estado de Alta Austria, Austria, con una población estimada a principio del año 2018 de 1224 habitantes. 
Se encuentra ubicada al sureste del estado, cerca de la frontera con los estados de Baja Austria y Estiria, al sur del río Danubio y la ciudad de Linz —la capital del estado—.
Schiedlberg es conocida por su servicio público de abastecimiento de agua para el suministro privado de agua potable en la estación fría. Por ejemplo, en abril de 2025, el primer fin de semana cálido del año, tocaba cambiar el suministro de agua, de modo que muchos de los habitantes dispondrían de piscina climatizada, pero ya no de agua del manantial.,